# 나카가미
나카가미(中頭)는 일본 오키나와 본섬의 중부 지역이다.
오키나와 본섬은 북동쪽에서 남서쪽으로 구니가미·나카가미· 시마지리로 3분되어 나카가미는 그 중 하나이다. 중심 도시는 오키나와시다.